# Citizen Building

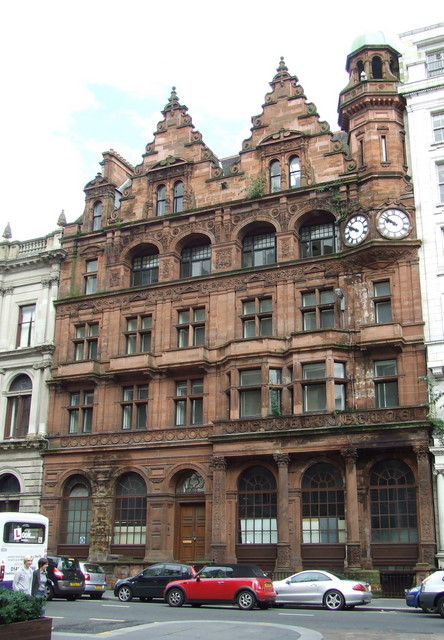
Citizen Building

Das Citizen Building ist ein Geschäftsgebäude in der schottischen Stadt Glasgow. 1970 wurde das Bauwerk als Einzeldenkmal in die schottischen Denkmallisten in der höchsten Denkmalkategorie A aufgenommen.

## Geschichte
Das Gebäude wurde zwischen 1885 und 1889 nach einem Entwurf des schottischen Architekten Thomas Lennox Watson erbaut. Bauherr war das Verlagshaus des Evening Citizen, das in dem Gebäude Büros und eine Druckerei einrichtete. Um 1930 wurde das Citizen Building durch das Architekturbüro Keppie & Henderson überarbeitet.

## Beschreibung
Das Gebäude steht am St Vincent Place. Links befindet sich der Hauptsitz der Clydesdale Bank, rechts das Anchor Building und gegenüber die Scottish Provident Institution. Das vierstöckige Neorenaissance-Gebäude ist im Stile der niederländischen Renaissance-Architektur ausgestaltet.
Die südexponierte Frontfassade ist annähernd symmetrisch aufgebaut und sechs Achsen weit. Das Mauerwerk besteht aus roten Sandsteinquadern, während an der Rückseite Backstein verwendet wurde. Im Erdgeschoss sind sämtliche Öffnungen mit Rundbögen gestaltet. Das links der Gebäudemitte angeordnete, zweiflüglige Hauptportal schließt mit einem Kämpferfenster. Korinthische Pilaster gliedern die Fassade. Rechts tritt ein Balkon heraus, den korinthische Säulen tragen. Ein Scheibenfries, der über den Balkon fortgeführt ist, verläuft oberhalb des Erdgeschosses. Die Fenster des ersten und zweiten Obergeschosses sind zu Zwillingsfenstern mit steinernen Fensterkreuzen gekuppelt. Am Balkon treten zwei abgekantete Erker heraus. Die vier zentralen Fenster im dritten Obergeschoss schließen mit elliptischen Bögen. Ihre Zwickel sind reich ornamentiert. Gebrochene Segmentbogengiebel verdachen die kleineren Rundbogenfenster auf den äußeren Achsen. Die Fassade läuft in zwei Volutengiebeln aus. Links setzt sie sich in einem kleinen Turm mit oktogonalem Grundriss fort. Er schließt mit einer geschwungenen Kuppel.